# Microsoft Windows NT
Windows NT er en familie af styresystemer udviklet af Microsoft. NT står for "New Technology", og dette er grundet at Windows-kernen blev skrevet om fra bunden. Udviklingsgruppen blev ledt af Dave Cutler.
NT 3.1 / 3.5 / 3.51: Windows NT 3.51, 32-bit (1993-1995)
NT 4.0: Windows NT 4.0, 32-bit, 24. august 1996.
NT 5.0: Windows 2000, 32-bit / 64-bit. (2000-2001)
NT 5.1 / 5.2: Windows XP, Windows Server 2003, 32-bit / 64-bit. (2001-2005)
NT 6.0: Windows Vista, Windows Server 2008, 32-bit / 64-bit. (2006-2008)
NT 6.1: Windows 7, Windows Server 2008 R2, 32-bit / 64-bit. (2009)
| Operativsystem | Spire Denne artikel relateret til styresystemer er en spire som bør udbygges. Du er velkommen til at hjælpe Wikipedia ved at udvide den. |